# Katja Sindemann
Katja Sindemann (* 17. Juli 1969 in Münster) ist eine deutsche  Journalistin,  Autorin, Regisseurin und  Historikerin.

## Leben
Katja Sindemann besuchte in Worblingen die Grundschule sowie das Friedrich-Wöhler-Gymnasium in Singen, das sie mit dem Abitur abschloss. Für ihre Leistungen im Fach Deutsch erhielt sie den Viktor-von-Scheffel-Preis. Ihr Vater war Arzt, ihre Mutter Lehrerin. Sie hat zwei Geschwister. 1989 zog sie nach Wien und studierte an der Universität Wien Geschichte, Vergleichende Religionswissenschaft und Gender Studies. Sie schloss dieses Studium mit dem Magistergrad ab.

## Tätigkeiten
Während ihres Studiums begann sie beim ORF zu arbeiten. Ab 1991 war sie als Gestalterin und redaktionelle Mitarbeiterin in der Abteilung Wissenschaft für die Sendungen Wissen aktuell, Audimax, Schatzkammer Erde tätig. Ab 1994 bis 2000 gestaltete sie für die Abteilung Religion als TV-Redakteurin Beiträge für die Sendungen kreuz und quer, Orientierung, Christ in der Zeit, Religionen der Welt, Treffpunkt Kultur. 1995 gestaltete sie den Imagefilm Die Oesterreichische Nationalbank. Ein Unternehmen stellt sich vor, der jahrelang bei Messen eingesetzt wurde. Seit 2000 ist sie als Autorin und Regisseurin für ORF/BR-alpha, HR und 3sat tätig und gestaltet Dokumentationen zu religiösen und kulturellen Themen. 2007 leitete sie das TV-Magazin AVIDA – das Wohlfühl- und Thermenmagazin auf Sat1.Österreich. 2009 bis 2013 betreute sie redaktionell die Sendung: Ethik im Gespräch, welche vom ORF produziert und in BR-alpha ausgestrahlt wird. 2012 bis 2013 betreut sie weiters redaktionell die Sendung Österreichs Universitäten – RektorInnen im Gespräch, die ebenfalls vom ORF produziert und in BR-alpha ausgestrahlt wird. 2013 leitete sie zusätzlich die Redaktion der Sendung WikiTV – Wissen verstehen in der Sendeleiste alpha-Österreich (ORF-BR-alpha). 2014 bis 2015 war sie Redakteurin des Kulturmagazin Highlights auf ATV.
Im Jahr 2001 leitete sie in Wien ein Filmfestival. Von 2008 bis 2010 erstellte sie die Theaterzeitung theaterWal für das stadtTheater walfischgasse.
Von 2004 bis 2005 hatte sie an der Universität Luzern einen Projektauftrag des Religionswissenschaftlichen Seminars, der mit der Ausstellung Religionspluralismus im Kanton Luzern abgeschlossen wurde. 2001 und 2007 übte sie eine Lehrtätigkeit an der Universität Bayreuth am Institut für Religionswissenschaft aus.
2006 erschien ihr erstes Buch: Wiener Orte der Stille. Wo in Wien die Ruhe herrscht, dem im Jahr darauf Zillen, Nixen & blaue Donau. Wo Wien sagenhaft erfrischend ist folgte. 2008 veröffentlichte sie Das Wiener Café. Die Geschichte einer ewigen Leidenschaft. 2009 erschien das Mazzesinsel Kochbuch. Kulinarische Streifzüge durch das jüdische Wien. 2010 publizierte sie das Buch Götterspeisen. Kochbuch der Weltreligionen. 2014 erschien Wiener Orte der Stille. Die schönsten Großstadt-Oasen zum Entspannen.
2015 schrieb sie die Szenische Lesung "Frage nicht!", die ihre Uraufführung am 8. November 2015 im Volkstheater Wien erlebte, bei der Veranstaltung zum Gedenken an die Novemberpogrome 1938, in Kooperation mit dem österreichischen Parlament. Das Stück handelt von dem unbekannten NS-Propagandafilm im Ghetto Theresienstadt 1942, von dem Fragmente gefunden wurden. Regisseurin war die, wegen ihrer jüdischen Abstammung selbst ins Ghetto Theresienstadt deportierte Irena Dodalová.

## Publikationen
- mit Hubert Christian Ehalt (Red.), Gespräche zur Zeit. WUV-Univ.-Verlag, Wien 1996, ISBN 3-85114-302-7.
- Japanese Buddhism in the 16th century. Letters of the Jesuit Missionaries. In: Bulletin of Portuguese/Japanese Studies. Ed. Centro de História de Além-Mar, New University of Lisboa, Vol. 2, June 2001, ISSN 0874-8438.
- Die Bergpredigt aus der Sicht des Buddhismus. In: Josef Pichler, Peter Trummer (Hrsg.): Kann die Bergpredigt Berge versetzen? Graz 2002, ISBN 3-222-12970-3.
- Gewalt im Hinduismus. Ahimsa, das Prinzip der Gewaltfreiheit, zwischen religiösem Ideal und realitätsnahem Pragmatismus. In: Gemeinschaftswerk der Evangelischen Publizistik (Hrsg.): Terror um Gottes willen? Religionen und Gewalt. Frankfurt 2002, ISBN 3-932194-63-2.
- Der japanische Buddhismus in den Jesuitenbriefen des 16. Jahrhunderts. Auf den Spuren frühneuzeitlicher Buddhismusrezeption in Europa. In: Peter Schalk (Hrsg.): Religion im Spiegelkabinett. Asiatische Religionsgeschichte im Spannungsfeld von Orientalismus und Okzidentalismus. Uppsala 2003, ISBN 91-554-5620-0.
- Wiener Orte der Stille. Wo in Wien die Ruhe herrscht. Wien 2006, ISBN 3-902517-12-3.
- Wiener Nixen, Zillen, blaue Donau: wo Wien am Wasser liegt. Metroverlag, Wien 2007, ISBN 978-3-902517-12-8.
- Mönche, Mantra, Meditation. Buddhismus in der Schweiz In: Martin Baumann, Jörg Stolz (Hrsg.): Eine Schweiz – viele Religionen. Risiken und Chancen des Zusammenlebens. Transcript Verlag, Bielefeld 2007, ISBN 978-3-89942-524-6.
- Das Wiener Cafe : die Geschichte einer ewigen Leidenschaft. Metroverlag, Wien 2008, ISBN 978-3-902517-74-6.
- Mazzesinsel Kochbuch - Kulinarische Streifzüge durch das jüdische Wien. Metroverlag, Wien 2009, ISBN 978-3-902517-89-0.
- Götterspeisen. Kochbuch der Weltreligionen. Metroverlag, Wien 2010, ISBN 978-3-99300-020-2.
- Wiener Orte der Stille. Die schönsten Großstadt-Oasen zum Entspannen. Metroverlag Wien, Wien 2014, ISBN 978-3-99300-166-7.

## Filmographie
- 2001: Buddha in Österreich[8] (Dokumentarfilm 45 min)
- 2002: Drei Buddhisten, vier Wahrheiten[9] (Dokumentarfilm 45 min, zusammen mit Michael Cencig)
- 2002: Kalachakra in Graz. Das diamantene Fahrzeug[10] (Dokumentarfilm 45 min)
- 2002: Kalachakra in Graz. Auf dem Weg zur Erleuchtung[11] (Dokumentarfilm 45 min)
- 2003: Das Archiv der Susi Nicoletti[12] (Dokumentarfilm 45 min)
- 2004: Lebenstanz und Leidenschaft. Tango in Wien[13] (Dokumentarfilm 45 min)
- 2004: Edith Kraus. Pianistin. Theresienstadt[14] (Dokumentarfilm 45 min)
- 2007: Martini meets Marlene. Eine Hommage an Marlene Dietrich[15] (Dokumentarfilm 45 min)
- 2008: Gebet an der Kette. Der Rosenkranz kehrt zurück[16] (Dokumentarfilm 45 min)
- 2009: Wiener Frauenspuren[17] (Dokumentarfilm 45 min)
- 2012: Bildung für alle. 125 Jahre VHS Wien[18] (Dokumentarfilm 45 min)